# Свобода вероисповедания
Свобо́да вероиспове́дания — право исповедовать и практиковать любую религию. С течением времени значение термина расширялось, и в настоящее время восприятие свободы вероисповедания приравнялось к понятию «свобода совести», подразумевающему право не исповедовать и не практиковать никакой религии, проповедовать религиозные или другие мировоззрения или пропагандировать отказ от них.

## История
Древняя Персия (VI в. до н. э.) — Кир, Древняя Индия (III в до н. э.) — Ашока. Рим — терпимость к тем, кто признавал наряду со своими и римских богов.
313 — Миланский эдикт: письмо императоров Константина и Лициния, провозглашавшее религиозную терпимость на территории Римской империи.
после 1206 — Великая Яса Чингисхана, которой среди прочего провозглашена ограниченная веротерпимость: не запрещалось верить в своих богов, но требовалось верить в единого Бога.
1568 — закон о свободе совести и вероисповедания, принятый парламентом Венгрии в городе Торда.
1573 — Варшавская конфедерация в Речи Посполитой.
1598—1685 — действие Нантского эдикта о веротерпимости (к гугенотам) во Франции.
1689 — Акт о веротерпимости в Англии.
1789 — Декларация прав человека и гражданина во Франции.
1791 — Первая поправка к Конституции США о свободе вероисповедания.
1844 — Эдикт о веротерпимости в Святой земле.
17 апреля 1905 — императорский указ об укреплении начал веротерпимости в России.
17 октября 1906 — именной Высочайший Указ, данный Сенату «О порядке образования и действия старообрядческих и сектантских общин и о правах и обязанностях входящих в состав общин последователей старообрядческих согласий и отделившихся от Православия сектантов».
14 декабря 1906 — отменена статья 185 Уголовного кодекса Российской империи, каравшая за отпадение от христианства в нехристианство.
1917 — отмена черты оседлости.
1918 — отделение церкви от государства в Советской России (Декрет об отделении церкви от государства и школы от церкви).

## Свобода вероисповедания в международном праве
В Новое время — развивалась в системе двусторонних отношений как защита прав меньшинств (например, защиту прав православных в Османской империи гарантировали её соглашения с Российской империей); в многосторонних отношениях с 1878 г.
Закреплена во Всеобщей декларации прав человека, Международном пакте о гражданских и политических правах, Европейской конвенции о защите прав человека и основных свобод.

## Свобода вероисповедания в России
Император Николай II 17 апреля 1905 года издал именной высочайший указ, данный Сенату — Указ об укреплении начал веротерпимости, где впервые в российской истории законодательно утверждались не только права на свободу вероисповедания лиц неправославного исповедания, но и устанавливалось, что отпадение от Православной веры в другое христианское исповедание или вероучение не подлежит преследованию. Кроме того, было легализовано старообрядчество и отменены запреты и ограничения для других христианских конфессий, существовавшие ранее.
Религия с 20 января 1918 года считается в России личным делом каждого, что было провозглашено декретом Совета Народных Комиссаров РСФСР.
На практике, вопреки принципу веротерпимости, большевистский режим проводил политику преследования традиционных религий и, вопреки принципу секуляризма, политику постановки неликвидированных религиозных объединений под полный государственный контроль.
По Конституции РФ (Часть 2 Статьи 14): 

Статья 14
1. Российская Федерация — светское государство. Никакая религия не может устанавливаться в качестве государственной или обязательной.

2. Религиозные объединения отделены от государства и равны перед законом.
Федеральный Закон «О свободе совести и религиозных объединениях» в 1997 году в преамбуле зафиксировал «особую роль православия в истории России, в становлении и развитии её духовности и культуры».